# Nomenclature anatomique
Si l'anatomie est une science exacte, la normalisation de sa terminologie a cependant, depuis ses débuts, été sujette à discussions. Le XVIe siècle, qui privilégie le passage du latin aux langues vernaculaires, complexifie la communication, et l'évolution des connaissances a amplifié les différences terminologiques. À la fin du XIXe siècle, une première tentative de normalisation est effectuée par des anatomistes allemands et donne lieu à la Nomina Anatomica de Bâle (BNA) en 1895. Les pays francophones gardent l'ancienne nomenclature ou nomenclature classique. En 1955 est publiée la Nomina Anatomica de Paris (PNA). 
Les travaux du Federative Committee on Anatomical Terminology sont publiés en 1998 et donnent lieu à la Terminologia Anatomica, dernière terminologie en date.
Quelle que soit l'époque, la diffusion et la généralisation de ces normalisations se sont confrontées à différentes difficultés : rythme d'adoption par les autres spécialités médicales, différences de génération des professionnels de la médecine ou passage des termes dans la langue commune (tendon d'Achille, omoplate). De plus, les publications scientifiques et les ouvrages de référence, en fonction de leur date de publication ou de mise à jour, ne suivent pas nécessairement les modifications et font continuer la coexistence des formes classiques et modernes,,. Si les traductions existaient en de nombreuses langues pour  Nomina Anatomica, il n'existait en 2005 que les versions anglaises et latines de Terminologia Anatomica. Toutefois, 80 % du corpus étant commun aux deux ouvrages, il a été suggéré de repartir de Nomina Anatomica pour effectuer ces traductions. Compte tenu de la multiplicité des traductions possibles pour un même terme latin, il reste toutefois nécessaire de désigner pour chaque langue la forme dont l'emploi est préféré. Enfin, pour les nouveaux termes, la difficulté majeure est l'absence de toute définition ou explication accompagnant la nomenclature.
Voir aussi : Nomina Anatomica et Terminologia Anatomica

## Tableau des termes communs
| Nomenclature Ancienne | Nomenclature Moderne |
| --------------------- | -------------------- |
| amygdale              | tonsille             |
| astragale             | talus                |
| bassin                | pelvis               |
| cubitus               | ulna                 |
| gros orteil           | hallux               |
| omoplate              | scapula              |
| péroné                | fibula               |
| rotule                | patella              |
| tendon d'Achille      | tendon calcanéen     |
| trompe d'Eustache     | trompe auditive      |

## Tableau des termes généraux en anatomie
| Nomenclature Ancienne | Nomenclature Moderne |
| --------------------- | -------------------- |
| Apophyse              | Processus            |
| Bourrelet             | Labrum               |
| Cavité                | Incisure             |
| Échancrure            | Incisure             |
| Sommet                | Apex                 |

## Tableau alphabétique des termes anciens / termes modernes
| Nomenclature Ancienne                                | Nomenclature Moderne                                                     |
| ---------------------------------------------------- | ------------------------------------------------------------------------ |
| Aileron rotulien externe                             | Rétinaculum latéral de la patella                                        |
| Aileron rotulien interne                             | Rétinaculum médial de la patella                                         |
| Aire de Broca                                        | Aire motrice du langage                                                  |
| Ampoule de Vater                                     | Ampoule hépatopancréatique                                               |
| Amygdale                                             | Tonsille                                                                 |
| Amygdale du cervelet                                 | Tonsille cérébelleuse                                                    |
| Amygdale palatine                                    | Tonsille palatine                                                        |
| Angle de His                                         | Incisure cardiale                                                        |
| Anneau de Waldeyer                                   | Anneau lymphoïde du pharynx                                              |
| Anneau de Zinn                                       | Anneau tendineux commun                                                  |
| Anse de Galien                                       | Rameau communiquant avec le nerf laryngé inférieur                       |
| Anse de Henle                                        | Anse du néphron                                                          |
| Anse de l'hypoglosse                                 | Anse cervicale                                                           |
| Antéhypophyse                                        | Adénohypophyse                                                           |
| Antre gastrique                                      | Antre pylorique                                                          |
| Aorte thoracique descendante                         | Aorte thoracique                                                         |
| Aponévrose                                           | Fascia                                                                   |
| Aponévrose de Denonvilliers                          | Fascia rectoprostatique                                                  |
| Aponévrose du cou                                    | Fascia cervical                                                          |
| Aponévrose moyenne du périnée                        | Membrane périnéale                                                       |
| Apophyse coronoïde                                   | Processus coronoïde                                                      |
| Apophyse externe                                     | Processus latéral                                                        |
| Apophyse styloïde                                    | Processus styloïde                                                       |
| Apophyse unciforme de l'os crochu                    | Os hamulus de l'hamatum                                                  |
| Appendice vermiculaire                               | Appendice vermiforme                                                     |
| Aqueduc de Sylvius                                   | Aqueduc du mésencéphale                                                  |
| Arcade crurale                                       | Ligament inguinal                                                        |
| Arcade de Douglas                                    | Ligne arquée de la gaine du muscle droit de l'abdomen                    |
| Arcade du carré des lombes                           | Ligament arqué latéral                                                   |
| Arcade du psoas                                      | Ligament arqué médial                                                    |
| Archéocervelet                                       | Archéocérébellum                                                         |
| Aréoles caverneuse                                   | Cavernes des corps caverneux                                             |
| Arrière-cavité des épiploons                         | Bourse omentale                                                          |
| Arrière-cavité des fosses nasales                    | Partie nasale du pharynx                                                 |
| Artère carotide primitive                            | Artère carotide commune                                                  |
| Artère coronaire stomachique                         | Artère gastrique gauche                                                  |
| Artère cubitale                                      | Artère ulnaire                                                           |
| Artère d'Adamkiewicz                                 | Artère de l'intumescence lombosacrée                                     |
| Artère fessière supérieure                           | Artère glutéale supérieure                                               |
| Artère fémorale profonde                             | Artère profonde de la cuisse                                             |
| Artère gastroépiploïque                              | Artère gastro-omentale                                                   |
| Artère hémorroïdale                                  | Artère rectale                                                           |
| Artère hémorroïdale moyenne                          | Artère rectale moyenne                                                   |
| Artère honteuse interne                              | Artère pudendale interne                                                 |
| Artère hypogastrique                                 | Artère iliaque interne                                                   |
| Artère iléocæcocolique                               | Artère iléocolique                                                       |
| Artère iliaque primitive                             | Artère iliaque commune                                                   |
| Artère intercostale supérieure                       | Tronc costo-cervical                                                     |
| Artère intercostale suprême                          | Tronc costo-cervical                                                     |
| Artère ischiatique                                   | Artère glutéale inférieure                                               |
| Artère mammaire interne                              | Artère thoracique interne                                                |
| Artère maxillaire interne                            | Artère maxillaire                                                        |
| Artère ovarienne                                     | Artère ovarique                                                          |
| Artère pédieuse                                      | Artère dorsale du pied                                                   |
| Artère péronière                                     | Artère fibulaire                                                         |
| Artère pharyngoméningée                              | Artère pharyngienne ascendante                                           |
| Artère profonde de la langue                         | Artère linguale                                                          |
| Artère pylorique                                     | Artère gastrique droite                                                  |
| Artère ranine                                        | Artère linguale                                                          |
| Artère récurrente de Heubner                         | Artère striée médiale distale                                            |
| Artère sous-clavière                                 | Artère subclavière                                                       |
| Artère spermatique                                   | Artère testiculaire                                                      |
| Artère sylvienne                                     | Artère cérébrale moyenne                                                 |
| Artère vaginale longue                               | Artère vaginale                                                          |
| Artères auditives internes                           | Artères labyrinthiques                                                   |
| Articulation astragalocalcanéenne postérieure        | Articulation subtalaire                                                  |
| Articulation de Chopart                              | Articulation transverse du tarse                                         |
| Articulation de Lisfranc                             | Articulation tarso-métatarsienne                                         |
| Articulation scapulo-humérale                        | Articulation gléno-humérale                                              |
| Articulation huméro-cubitale                         | Articulation huméro-ulnaire                                              |
| Articulation occipito-atloïdienne                    | Articulation atlanto-occipitale                                          |
| Articulation péronéotibiale inférieure               | Articulation tibio-fibulaire distale                                     |
| Articulation péronéotibiale supérieure               | Articulation tibio-fibulaire proximale                                   |
| Articulation radio-cubitale supérieure               | Articulation radio-ulnaire proximale                                     |
| Articulation radio-cubitale inférieure               | Articulation radio-ulnaire distale                                       |
| Articulation sous-astragalienne                      | Articulation subtalaire                                                  |
| Articulation sterno-costo-claviculaire               | Articulation sterno-claviculaire                                         |
| Articulation temporo-maxillaire                      | Articulation temporo-mandibulaire                                        |
| Articulation tibio-astragalienne                     | Articulation talo-crurale                                                |
| Astragale                                            | Talus                                                                    |
| Avant-mur                                            | Claustrum                                                                |
| Azygos de la luette                                  | Muscle de uvulaire                                                       |
| Bandelette iliopubienne                              | Bandelette de Thompson                                                   |
| Bassin                                               | Pelvis                                                                   |
| Biceps crural                                        | Biceps fémoral                                                           |
| Bourse de la patte d'oie                             | Bourse ansérine                                                          |
| Bourse du psoas iliaque                              | Bourse ilio-pectinée                                                     |
| Brachial antérieur                                   | Brachial                                                                 |
| Arrière-cavité des épiploons                         | Bourse omentale                                                          |
| Bulbe vestibulaire                                   | Bulbe spongieux                                                          |
| Caisse du tympan                                     | Cavité tympanique                                                        |
| Calcanéum                                            | Calcanéus                                                                |
| Canal cholédoque                                     | Conduit biliaire                                                         |
| Canal cystique                                       | Conduit cystique                                                         |
| Canal d'Alcock                                       | Canal pudendal                                                           |
| Canal d'Arantius                                     | Ligament veineux                                                         |
| Canal de Cloquet                                     | Canal hyaloïdien                                                         |
| Canal de Hannover                                    | Espace zonulaire                                                         |
| Canal de Hunter                                      | Canal des adducteurs                                                     |
| Canal de Rivinus                                     | Canal sublingual principal                                               |
| Canal de Santorini                                   | Conduit pancréatique accessoire                                          |
| Canal de Schlemm                                     | Sinus veineux de la sclère                                               |
| Canal de Sténon                                      | Conduit parotidien                                                       |
| Canal de Stilling                                    | Canal hyaloïdien                                                         |
| Canal de Theile                                      | Sinus transverse du péricarde                                            |
| Canal de Wharton                                     | Conduit submandibulaire                                                  |
| Canal de Wirsüng                                     | Conduit pancréatique                                                     |
| Canal déférent                                       | Conduit déférent                                                         |
| Canal éjaculateur                                    | Conduit éjaculateur                                                      |
| Canal hépatique                                      | Conduit hépatique                                                        |
| Canal lacrymonasal                                   | Canal nasolacrymal                                                       |
| Canal spiral de Rosenthal                            | Canal spiral du modiolus                                                 |
| Canal thoracique                                     | Conduit thoracique                                                       |
| Capsule de Glisson                                   | Capsule (ou tunique) fibreuse du foie                                    |
| Capsule du rein                                      | Capsule fibreuse du rein                                                 |
| Carré du menton                                      | Muscle abaisseur de la lèvre inférieure                                  |
| Cavité buccale                                       | Cavité orale                                                             |
| Cavité du larynx                                     | Cavité laryngée                                                          |
| Cavité sigmoïde du radius                            | Incisure ulnaire du radius                                               |
| Grande cavité sigmoïde du cubitus                    | Incisure trochléaire de l'ulna                                           |
| Petite cavité sigmoïde du cubitus                    | Incisure radiale de l'ulna                                               |
| Cavum de Meckel                                      | Cavum trigéminal                                                         |
| Cellule de Leydig                                    | Cellule interstitielle                                                   |
| Cellules de Schultze                                 | Cellules réceptrices olfactives                                          |
| Cellule de Sertoli                                   | Cellules de soutien des gamètes                                          |
| Centre phrénique                                     | Centre tendineux du diaphragme                                           |
| Cerveau intermédiaire                                | Diencéphale                                                              |
| Chair carrée de Sylvius                              | Carré plantaire                                                          |
| Chaîne des osselets                                  | Osselets de l'audition                                                   |
| Chaîne sympathique latérovertébrale                  | Tronc sympathique                                                        |
| Circonvolution cérébrale                             | Gyrus                                                                    |
| Circonvolution de Heschl                             | Gyrus temporal transverse                                                |
| Circonvolution de l'hippocampe                       | Gyrus parahippocampal                                                    |
| Circonvolution du corps calleux                      | Gyrus cingulaire                                                         |
| Circonvolution temporale transverse                  | Gyrus temporal transverse                                                |
| Cloison rectovaginale                                | Fascia rectovaginal                                                      |
| Colonnes de Bertin                                   | Colonnes rénales                                                         |
| Colonne de Morgagni                                  | Colonnes anales                                                          |
| Condyle externe                                      | Condyle latéral                                                          |
| Condyle interne                                      | Condyle médial                                                           |
| Corne d'Ammon                                        | Hippocampe propre                                                        |
| Corps de Luys                                        | Noyau sous-thalamique                                                    |
| Corps de Wolf                                        | Mésonéphros                                                              |
| Corps genouillé                                      | Corps géniculé latéral                                                   |
| Corps pinéal                                         | Glande pinéale                                                           |
| Corps pituitaire                                     | Hypophyse                                                                |
| Corps restiforme                                     | Pédoncule cérébelleux inférieur                                          |
| Corps thyroïde                                       | Glande thyroïde                                                          |
| Cotyle                                               | Acetabulum                                                               |
| Couche interne du muscle thyroaryténoïdien inférieur | Muscle vocal                                                             |
| Coulisse bicipitale                                  | Sillon intertuberculaire                                                 |
| Couronne rayonnante                                  | Corona radiata                                                           |
| Court péronier latéral                               | Court fibulaire                                                          |
| Court supinateur                                     | Muscle supinateur                                                        |
| Long supinateur                                      | Muscle brachio-radial                                                    |
| Courte portion du biceps                             | Chef court du biceps                                                     |
| Couturier                                            | Sartorius                                                                |
| Cônes efférents                                      | Canalicules efférents                                                    |
| Crête pectinéale                                     | Pecten du pubis                                                          |
| Crêtes de Duret                                      | Crêtes fibreuses de la glande mammaire                                   |
| Creux axillaire                                      | Fosse axillaire                                                          |
| Creux poplité                                        | Fosse poplitée                                                           |
| Cubitus                                              | Ulna                                                                     |
| Cul-de-sac de Douglas (homme ou femme)               | Excavation ou poche recto-utérine                                        |
| Cul-de-sac vaginal                                   | Fornix vaginal                                                           |
| Cupule radiale                                       | Fovéa radiale                                                            |
| Demi-membraneux                                      | Semi-membraneux                                                          |
| Demi-tendineux                                       | Semi-tendineux                                                           |
| Deuxième cunéiforme                                  | Os cunéiforme intermédiaire                                              |
| Deuxième phalange                                    | Phalange intermédiaire                                                   |
| Décussation de Wernekinck                            | Décussation des pédoncules cérébelleux supérieurs                        |
| Diverticule de Meckel                                | Vestige du conduit vitellin                                              |
| Dôme de l'astragale                                  | Trochlée du talus                                                        |
| Droit antérieur                                      | Droit fémoral                                                            |
| Droit interne                                        | Gracile                                                                  |
| Échancrure intercondylienne                          | Fosse intercondylaire                                                    |
| Échancrure ischiopubienne                            | Incisure de l'acétabulum                                                 |
| Enclume                                              | Incus                                                                    |
| Épicondyle                                           | Épicondyle latéral                                                       |
| Épine tibiale externe-interne                        | Tubercule intercondylaire latéral-médial                                 |
| Épiphyse cérébrale                                   | Glande pinéale                                                           |
| Épiploon gastrosplénique                             | Ligament gastrosplénique                                                 |
| Épiploon pancréaticosplénique                        | Ligament pancréaticosplénique                                            |
| Épitrochlée                                          | Épicondyle médial                                                        |
| Espace de Bogros                                     | Espace rétro-inguinal                                                    |
| Espace prévésical (ou de Retzius)                    | Espace rétropubien                                                       |
| Ethmoïde                                             | Os éthmoïdal                                                             |
| Étrier                                               | Stapes                                                                   |
| Extenseur propre du gros orteil                      | Muscle long extenseur de l'hallux                                        |
| Faisceau antérieur du ligament latéral externe       | Ligament talo-fibulaire antérieur                                        |
| Faisceau corticospinal                               | Tractus pyramidal corticospinal                                          |
| Faisceau d'Arnold                                    | Tractus frontopontin                                                     |
| Faisceau de Betcherew                                | Tractus central de la calotte                                            |
| Faisceau de Schütz                                   | Faisceau longitudinal dorsal                                             |
| Faisceau de Turk-Meynert                             | Tractus temporopontin                                                    |
| Faisceau de Vicq d'Azyr                              | Faisceau mamillothalamique                                               |
| Faisceau en croissant de Déjerine                    | Tractus spinothalamique                                                  |
| Faisceau frontopontin                                | Tractus frontopontin                                                     |
| Faisceau géniculé                                    | Faisceau cortico-nucléaire                                               |
| Faisceau longitudinal postérieur                     | Faisceau longitudinal médial                                             |
| Faisceau postérieur du ligament latéral externe      | Ligament talo-fibulaire postérieur                                       |
| Faisceau pyramidal                                   | Tractus pyramidal corticospinal                                          |
| Faisceau solitaire                                   | Tractus solitaire                                                        |
| Faisceau spinocérébelleux direct                     | Tractus spinocérébelleux direct (ou spinocérébelleux dorsal)             |
| Faisceau spinothalamique                             | Tractus spinothalamique                                                  |
| Faisceau temporopontin                               | Tractus temporopontin                                                    |
| Faisceau vestibulospinal                             | Tractus vestibulospinal                                                  |
| Fascia de Buck                                       | Fascia profond du pénis                                                  |
| Foramen ovale de Pacchioni                           | Incisure de la tente                                                     |
| Fosse sous-épineuse                                  | Fosse infra-épineuse                                                     |
| Fosse sus-épineuse                                   | Fosse supra-épineuse                                                     |
| Fossette sus-condylienne                             | Fosse radiale                                                            |
| Fossette sus-trochléenne                             | Fosse coronoïdienne                                                      |
| Fourchette sternale                                  | Incisure jugulaire                                                       |
| Ganglion de Corti                                    | Ganglion spinal                                                          |
| grande cavité sigmoïde du cubitus                    | Incisure trochléaire de l'ulna                                           |
| Grand os                                             | Os capitatum                                                             |
| Gros orteil                                          | Hallux                                                                   |
| Ilion                                                | Ilium                                                                    |
| Îlots de Langerhans                                  | Ilôts pancréatiques                                                      |
| Ischion                                              | Ischium                                                                  |
| Jambier antérieur                                    | Tibial antérieur                                                         |
| Jambier postérieur                                   | Tibial postérieur                                                        |
| Jumeau externe                                       | Gastrocnémien chef latéral                                               |
| Jumeau interne                                       | Gastrocnémien chef médial                                                |
| Lame horizontale de l'os éthmoïde                    | Lame criblée de l'os éthmoïdal                                           |
| Ligament acromiocoracoïdien                          | Ligament coraco-acromial                                                 |
| Ligament annulaire dorsal du carpe                   | Rétinaculum des extenseurs                                               |
| Ligament annulaire du carpe                          | Rétinaculum des fléchisseurs des doigts                                  |
| Ligament annulaire externe du tarse                  | Rétinaculum inférieur des muscles fibulaires                             |
| Ligament annulaire interne du tarse                  | Rétinaculum des muscles fléchisseurs des orteils                         |
| Ligament astragalocalcanéen                          | Ligament talo-calcanéen interosseux                                      |
| Ligament astragalocalcanéen externe                  | Ligament talo-calcanéen latéral                                          |
| Ligament astragalocalcanéen interne                  | Ligament talo-calcanéen médial                                           |
| Ligament astragalocalcanéen postérieur               | Ligament talo-calcanéen postérieur                                       |
| Ligament astragaloscaphoïdien supérieur              | Ligament talo-naviculaire                                                |
| Ligament calcanéoscaphoïdien plantaire               | Ligament calcanéo-naviculaire plantaire                                  |
| Ligament latéral externe                             | Ligament collatéral radial                                               |
| Ligament latéral interne                             | Ligament collatéral ulnaire                                              |
| Ligament croisé antéroexterne                        | Ligament croisé antérieur                                                |
| Ligament croisé postéro-interne                      | Ligament croisé postérieur                                               |
| Ligament cubitocarpien antérieur                     | Ligament ulno-carpien palmaire                                           |
| Ligament de Carcassonne                              | Membrane périnéale                                                       |
| Ligament de Cooper                                   | Ligament pectinéal (ou ligament suspenseur du sein)                      |
| Ligament de Sappey                                   | Ligament coracoglénoïdien                                                |
| Ligament en haie                                     | Ligament talo-calcanéen interosseux                                      |
| Ligament en V de Bertin                              | Ligament ilio-fémoral                                                    |
| Ligament en Y de Chopart                             | Ligament bifurqué                                                        |
| Ligament latéral externe du bras                     | Ligament collatéral radial                                               |
| Ligament latéral externe de la cheville              | Ligament collatéral latéral                                              |
| Ligament latéral externe du genou                    | Ligament collatéral fibulaire                                            |
| Ligament latéral interne                             | Ligament collatéral ulnaire                                              |
| Ligament latéral interne du genou                    | Ligament collatéral tibial                                               |
| Ligament péronéocalcanéen                            | Ligament calcanéo-fibulaire                                              |
| Ligament péronéotibial antérieur                     | Ligament tibio-fibulaire antérieur                                       |
| Ligament péronéotibial postérieur                    | Ligament tibio-fibulaire postérieur                                      |
| Ligament radiocubital antérieur                      | Ligament radio-ulnaire palmaire                                          |
| Ligament radiocubital postérieur                     | Ligament radio-ulnaire dorsal                                            |
| Ligament rond                                        | Ligament de la tête fémorale                                             |
| Ligament rotulien                                    | Ligament patellaire                                                      |
| Ligament suspenseur de la tête humérale              | Ligament coraco-huméral                                                  |
| Ligament triangulaire                                | Disque articulaire                                                       |
| Ligaments de Cooper                                  | Rétinaculum de la peau mammaire                                          |
| Lobe de l'insula                                     | Insula                                                                   |
| Lobe limbique de Broca                               | Lobe limbique                                                            |
| Long péronier latéral                                | Long fibulaire                                                           |
| Longue apophyse du calcanéum                         | Rostrum du calcanéus                                                     |
| Longue portion du biceps                             | Chef long du biceps                                                      |
| Longue portion du triceps                            | Long chef du triceps                                                     |
| Malléole externe                                     | Malléole latérale                                                        |
| Malléole interne                                     | Malléole médiale                                                         |
| Membrane de Bowman                                   | Lame limitante antérieure                                                |
| Membrane de Bruch                                    | Lame basale                                                              |
| Membrane de Descernet                                | Lame limitante postérieure                                               |
| Ménisque externe                                     | Ménisque latéral                                                         |
| Ménisque interne                                     | Ménisque médial                                                          |
| Muscle abducteur du gros orteil                      | Muscle abducteur de l'hallux                                             |
| Muscle angulaire de l'omoplate                       | Muscle élévateur de la scapula                                           |
| Muscle court fléchisseur du gros orteil              | Muscle court fléchisseur de l'hallux                                     |
| Muscle court fléchisseur plantaire                   | Muscle court fléchisseur des orteils                                     |
| Muscle court radial (ou deuxième radial)             | Muscle court extenseur radial du carpe                                   |
| Muscle court supinateur                              | Muscle supinateur                                                        |
| Muscle crural                                        | Muscle vaste intermédiaire                                               |
| Muscle cubital antérieur                             | Muscle fléchisseur ulnaire du carpe                                      |
| Muscle cubital postérieur                            | Muscle extenseur ulnaire du carpe                                        |
| Muscle cubital postérieur                            | Muscle extenseur ulnaire du carpe                                        |
| Muscle extenseur commun des orteils                  | Muscle long extenseur des orteils                                        |
| Muscle extenseur commun des doigts                   | Muscle extenseur des doigts                                              |
| Muscle extenseur propre de l'index                   | Muscle extenseur de l'index                                              |
| Muscle fléchisseur commun profond des doigts         | Muscle fléchisseur profond des doigts                                    |
| Muscle fléchisseur commun superficiel des doigts     | Muscle fléchisseur superficiel des doigts                                |
| Muscle grand dentelé                                 | Muscle dentelé antérieur                                                 |
| Muscle grand palmaire                                | Muscle fléchisseur radial du carpe                                       |
| Muscle long fléchisseur propre du premier doigt      | Muscle long fléchisseur du pouce                                         |
| Muscle long radial (ou premier radial)               | Muscle long extenseur radial du carpe                                    |
| Muscle palmaire cutané                               | Muscle court palmaire                                                    |
| Muscle petit dentelé inférieur                       | Muscle dentelé postérieur et inférieur                                   |
| Muscle petit dentelé supérieur                       | Muscle dentelé postérieur et supérieur                                   |
| Muscle pédieux                                       | Muscle court extenseur de l'hallux et Muscle court extenseur des orteils |
| Muscle plantaire grêle                               | Muscle plantaire                                                         |
| Muscle sous-scapulaire                               | Muscle subscapulaire                                                     |
| Muscle sous-épineux                                  | Muscle infra-épineux                                                     |
| Muscle sus-épineux                                   | Muscle supra-épineux                                                     |
| Muscle vaste externe                                 | Muscle vaste latéral                                                     |
| Muscle vaste interne                                 | Muscle vaste médial                                                      |
| Muscle vaste externe du triceps                      | Chef latéral du triceps                                                  |
| Muscle vaste interne du triceps                      | Chef médial du triceps                                                   |
| Muscles petit, moyen, grand fessier                  | Muscles petit, moyen, grand glutéal                                      |
| Nerf circonflexe                                     | Nerf axillaire                                                           |
| Nerf cubital                                         | Nerf ulnaire                                                             |
| Nerf d'Arnold                                        | Nerf grand occipital                                                     |
| Nerf crural                                          | Nerf fémoral                                                             |
| Nerf fémoro-cutané                                   | Nerf cutané latéral de la cuisse                                         |
| Nerf génito-crural                                   | Nerf génito-fémoral                                                      |
| Nerf récurrent d'Arnold                              | Rameau méningé du nerf ophtalmique                                       |
| Nerf saphène interne                                 | Nerf saphène                                                             |
| Nerf sciatique poplité externe                       | Nerf fibulaire commun                                                    |
| Nerf sciatique poplité interne                       | Nerf tibial                                                              |
| Nerf sus-scapulaire                                  | Nerf supra-scapulaire                                                    |
| Nerf tibial antérieur                                | Nerf fibulaire profond                                                   |
| Noyau de Bechterew                                   | Noyau vestibulaire supérieur                                             |
| Noyau de Burdach                                     | Noyau cunéiforme                                                         |
| Noyau de Cajal                                       | Noyau interstitiel du faisceau longitudinal médial                       |
| Noyau de cCarke                                      | Noyau dorsal                                                             |
| Noyau de Darkschewitsch                              | Noyau commissural du faisceau longitudinal médial                        |
| Noyau de Deiters                                     | Noyau vestibulaire latéral                                               |
| Noyaux latéraux d'Edinger-Westphal                   | Noyaux viscéraux du nerf oculomoteur                                     |
| Oreillette                                           | Atrium (pluriel : Atria)                                                 |
| Organe de Corti                                      | Organe de l'audition                                                     |
| Os crochu                                            | Os hamatum                                                               |
| Os pyramidal                                         | Os triquetrum                                                            |
| Os semi-lunaire                                      | Os lunatum                                                               |
| Petit adducteur                                      | Court adducteur                                                          |
| Petite cavité sigmoïde                               | Incisure radiale                                                         |
| Péroné                                               | Fibula                                                                   |
| Péronier antérieur                                   | Troisième fibulaire                                                      |
| Premier cunéiforme                                   | Os cunéiforme médial                                                     |
| Premier ou moyen adducteur                           | Long adducteur                                                           |
| Première phalange                                    | Phalange proximale                                                       |
| Psoas iliaque                                        | Muscle ilio-psoas                                                        |
| Pyramidal                                            | Muscle piriforme                                                         |
| Quadriceps vaste externe                             | Vaste latéral                                                            |
| Quadriceps vaste interne                             | Vaste médial                                                             |
| Renflement lombaire                                  | Intumescence lombale                                                     |
| Région fessière                                      | Région glutéale                                                          |
| Rotule                                               | Patella                                                                  |
| Ruban de Reil                                        | Lemniscus                                                                |
| Scaphoïde tarsien                                    | Os naviculaire                                                           |
| Tendon d'Achille                                     | Tendon calcanéen                                                         |
| Tractus de Burdach                                   | Faisceau cunéiforme                                                      |
| Triangle de Calot                                    | Triangle hépatocystique                                                  |
| Trochanter                                           | Grand trochanter                                                         |
| Trochiter                                            | Grand tubercule                                                          |
| Troisième adducteur                                  | Grand adducteur                                                          |
| Troisième cunéiforme                                 | Os cunéiforme latéral                                                    |
| Troisième phalange                                   | Phalange distale                                                         |
| Trompe d'Eustache                                    | Trompe auditive                                                          |
| Tubercule des péroniers                              | Trochlée fibulaire                                                       |
| Tubes collecteurs de Bellini                         | Tubules rénaux                                                           |
| V deltoïdien                                         | Tubérosité deltoïdienne                                                  |
| Valve de Bianchi                                     | Pli lacrymal                                                             |
| Valvule de Bauhin                                    | Valvule iléo-cæcale                                                      |
| Vaste externe                                        | Vaste latéral                                                            |
| Vaste interne                                        | Muscle vaste médial                                                      |